# Prignac-et-Marcamps

Prignac-et-Marcamps este o comună în departamentul Gironde din sud-vestul Franței. În 2009 avea o populație de 1.365 de locuitori.

## Evoluția populației
| An        | 1975  | 1982  | 1990  | 1999  | 2006  | 2009  |
| --------- | ----- | ----- | ----- | ----- | ----- | ----- |
| Populație | 1.069 | 1.262 | 1.268 | 1.286 | 1.353 | 1.365 |